# Mariakapel (Haanrade)
De Mariakapel is een niskapel in Haanrade in de Nederlands Zuid-Limburgse gemeente Kerkrade. De kapel staat in een voortuin aan de Lichtenbergstraat ter hoogte van nummer 56 onder een grote paardenkastanje. Op ongeveer 70 meter noordelijker staat de Piëtakapel.
De kapel is gewijd aan Maria.

## Geschiedenis
Rond 1850 werd de kapel gebouwd.

## Bouwwerk
De kapel heeft de vorm van een pilaar waarin een nis is aangebracht en wordt gedekt door een zadeldak. De buitenzijde is gecementeerd en wit geschilderd. De zijwanden en achterwand zijn samen halfrond, terwijl de voorgevel gedecoreerd is. Aan de voorzijde is op het basement een blokmotief aangebracht, daarboven een brede band en ter hoogte van de kapelnis aan weerszijden een ruitvorm.
De kapelnis bestaat uit een rondboog die wordt afgesloten met een smeedijzeren deurtje met glas. Van binnen is de nis wit geschilderd. In de nis staat een beeldje van Maria met het kindje Jezus op de arm.